# UFC 3
UFC 3: The  American Dream var en mixed martial arts-gala arrangerad av Ultimate  Fighting Championship (UFC) i Grady Cole Center i Charlotte i North Carolina den 9 september 1994. Segrare var Steve Jennum.